# الاستبدال العظيم
الاستبدال العظيم (بالفرنسية: le grand remplacement)‏ هي نظرية مؤامرة يمينية، والتي تنص على أن السكان الفرنسيين الكاثوليك البيض، والسكان الأوروبيين المسيحيين البيض عمومًا، يجري استبدالهم بشكل منتظم بغير الأوروبيين، خاصة السكان العرب، البربر، الشرق الأوسطين والشمال إفريقيين والأفريقيين من جنوب الصحراء، من خلال الهجرة الجماعية والنمو السكاني. إنها تربط وجود المسلمين في فرنسا بخطر محتمل وبتدمير الثقافة والحضارة الفرنسية.
عادةً ما توجه نظرية المؤامرة اللوم إلى النخبة العالمية والليبرالية، مثل بروكسل والاتحاد الأوروبي، والتي يتم تصويرها على أنها تدير مؤامرة أو مخططًا مسبقا ومتعمدا لتنفيذ استبدال الشعوب الأوروبية.
أشاع هذه النظرية رينو كامو. لقد ترددت فكرة الاستبدال أو الإبادة الجماعية البيضاء في جميع خطابات عديد من الحركات اليمينية المتطرفة في الغرب. ليس بين المروجين الرئيسيين للأحزاب الشعبوية اليمينية فحسب، بل أيضًا بين شبكة واسعة النطاق من حركات الاحتجاج (مثل بيغيدا)، والمجموعات الإيديولوجية (مثل، كتلة الهوية)، والمدونين (مثل فجوردمان ولورين ساثيرن)، والنقاد (على سبيل المثال، إريك زمور). قدمت المواقع اليمينية البارزة مثل Gates of Vienna وPolitically Incorrect ‏ وFdesouche منصة للمدونين لنشر نظرية المؤامرة وتعميمها.

## البدايات
يمكن إرجاع نظرية الاستبدال العظيم إلى رواية Le Camp des Saints (بالعربية: معسكر القديسين) لعام 1973 التي كتبها جان راسبيل والتي تُصور انهيار الثقافة الغربية بسبب «موجة مد» ساحقة من هجرة العالم الثالث. الرواية، جنبا إلى جنب مع نظرية أورابيا التي وضعها الكاتب السويسري-الإسرائيلي بات ياور في عام 2005، مهدا الأرض لرينو كامو لتطوير وتقديم كتابه بعنوان الاستبدال العظيم في عام 2012. تم اعتباره «منشئ مبدأ الاستبدال العظيم» من قبل مركز قانون الحاجة الجنوبي، ذكر كامو أن «الاستبدال العظيم بسيط للغاية. لديك شعب ما، وفي غضون جيل واحد يصبح لديك أناس مختلفون». جادل كامو بأن الثقافة والحضارة والهوية الأوروبية في خطر التعرض للهجرة الجماعية، وخاصة الإسلامية، وفي النهاية يتم استبدالها فعليًا.

## الوصف

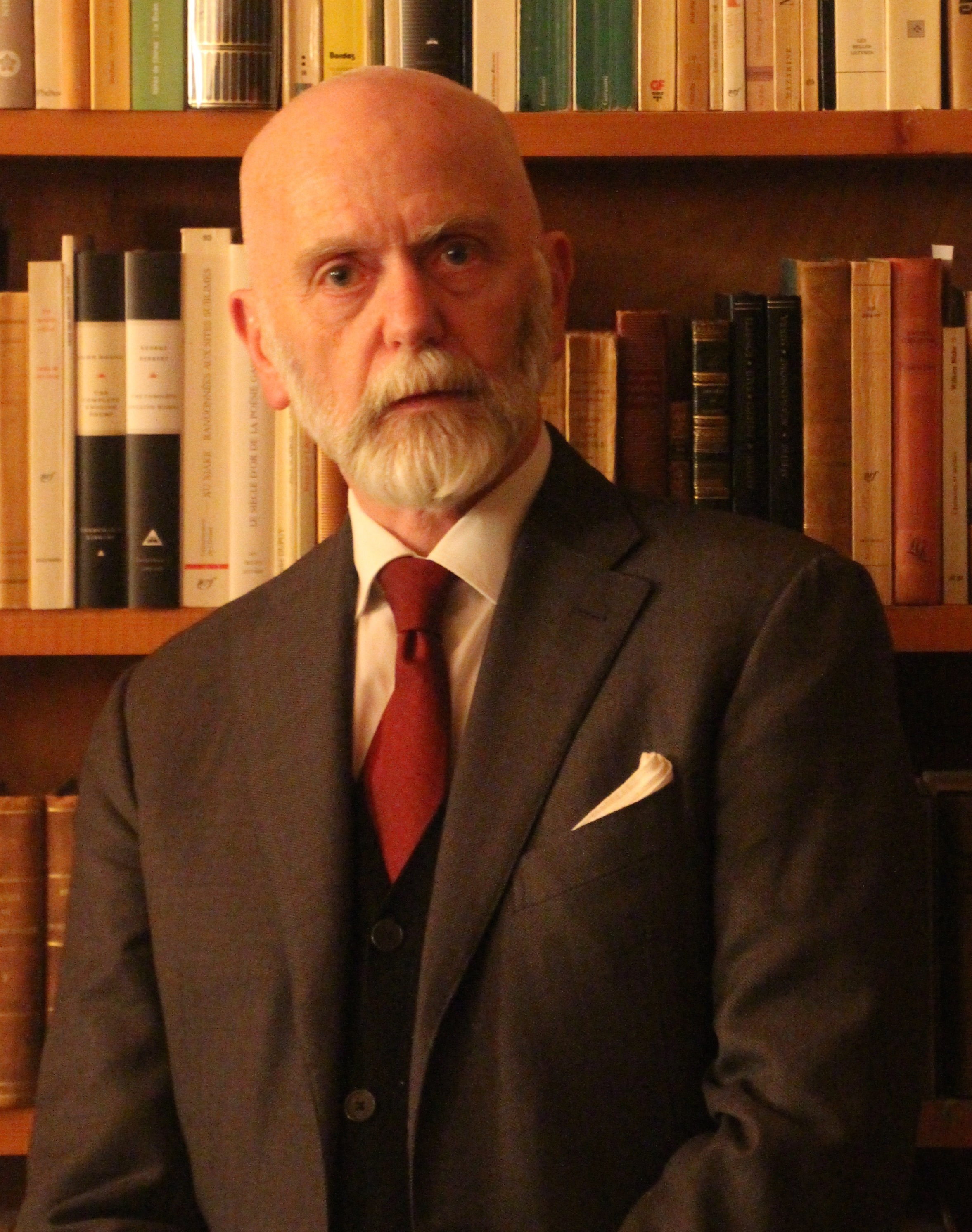
رينو كامو مؤسس نظرية الاستبدال العظيم.

طُورت نظرية «مؤامرة الاستبدال العظيم» من قِبل المؤلف الفرنسي رينو كامو، بدايةً في كتابه الذي صدر عام 2010 تحت عنوان أبجديات البراءة «أبجديات اللاأذية» وفي العام التالي في كتاب تحت عنوان الاستبدال العظيم (مقدمة في مؤامرة الاستبدال العالمية). ادعى كامو أن مصطلح الاستبدال العظيم «قد ظهر له بمحض الصدفة، مشيرًا فيه بشكل غير مقصود إلى عملية طرد الأكاديين في القرن الثامن عشر». تعليقًا على هذا المصطلح، أوضح كامو أيضًا أن نظريته قد اعتُبرت «التطبيق الواقعي» لتهكم برتولت بريشت عندما أوضح أن أسهل ما يمكن لحكومة ما هو تغيير الشعب في حال فقدانه ثقته بنفسه.

من وجهة نظر كامو، أغنت مفاهيم مثل  التحول الصناعي والعلمنة واندثار الثقافة والمجتمع المادي، والعالمية السياسية نظرية مؤامرة الاستبدال العظيم بخلقها لمفهوم «الإنسان القابل للاستبدال، بدون أي محددات قومية أو إثنية أو ثقافية» وهو ما يدعوه بـ «الاستبدال العالمي». يدَّعي كامو بأن نظرية الاستبدال العظيم ليست بحاجة إلى تعريف محدد، فبرأيه أن المصطلح ليس عبارة عن «مفهوم» وإنما «ظاهرة»:
عاش شعب ما هنا، باستقرار، لمدة خمسة عشر أو عشرين قرنًا. وبشكل مفاجئ وبسرعة هائلة، حدث أن استُبدل بشعب آخر أو عدد من الأفراد ليحلّ محله خلال جيل أو جيلين. إذًا فقد تم استبداله في هذه الحال، لم يعد الشعب نفسه بعد ذلك.

- رينو كامو، 2013 في مقابلة مع الحركة الفرنسية.
تبعًا لنظرية كامو، يتم توصيف السكان الفرنسيين الأصليين «المستبدلين» بأنه قد تم استبدالهم ديموغرافيًا بسكان غير أوروبيين - معظمهم من أفريقيا أو الشرق الأوسط – على شكل «هجرات جماعية» تحركها  «قوى مستبدلة». وفقًا للفيلسوف الفرنسي بيير أندريه تاغييف فإن مدى صحة استخدام مصطلح «نظرية المؤامرة» لتعريف نظرية كامو يعتمد بالفعل على الجزء الثاني لطرحه:
تضاف إلى [نظرية الاستبدال من خلال الهجرة الجماعية] التي تصف نفسها على أنها عبارة عن ملاحظة أو وصف، في الرؤية «المناهضة للاستبدال» نظرية مؤامرة تعزو إلى «المستبدلين» الرغبة في تحقيق «الاستبدال العظيم». وانطلاقًا من أفكار «الاستعمار الشعبي» و «الهجرة الجماعية»، لجأ «المناهضون للاستبدال» إلى أفكار الإبادة الجماعية عن طريق الإحلال الإثني والعرقي والثقافي، الذي ينطوي على إنجاز برنامج محدد أو خطة عمل.

- بيير أندريه تاغييف، 2015
يستخدم كامو مصطلحات ومفاهيم تعود إلى الفترة التي كانت فيها فرنسا واقعة تحت سيطرة النازيين (1940-1945). على سبيل المثال، يصنف بشكل صريح «المستوطنين» أو «المحتلين» على أنهم أناسًا من ذوي أصول غير أوروبية ممن يعيشون داخل أوروبا، ويستبدل ما يسميه بـ «النخبة المستبدلة» باسم «المتواطئون». أسَّس كامو منظمة باسم المجلس الوطني للمقاومة الأوروبية عام 2017، بمرجعية واضحة للمجلس الوطني للمقاومة في الحرب العالمية الثانية (1943-1945). وصفت هذه المطابقة إلى جانب المقاومة الفرنسية ضد النازية كدعوة ضمنية للكراهية، بأنها حركة مباشرة أو حتى عنيفة ضد ما يسميه كامو بـ «المحتلين أي المهاجرين». قارن كامو أيضًا نظرية الاستبدال العظيم وما يدعى بـ «نظرية مؤامرة الإبادة الجماعية البيضاء» للشعوب الأوروبية بالإبادة الجماعية لليهود الأوروبيين خلال الحرب العالمية الثانية.
أثار الاحتلال بين الفرنسيين، ولا سيما بين المقاومين، شعورًا شديدًا بالكراهية [...]. وعلاوة على ذلك، فإن هذا الاحتلال قام به أشخاص يرتدون الزي الرسمي [...] كيف يمكنك ألا تحث على الثورة، بمثل هذا التطابق، كراهية مفترضة من قبل البعض تجاه أي مهاجر يقابلونه [...] ؟ ويبدو لي نوعًا من التناقض من جانبكم أن تدينوا الكراهية، وتستمدوا في الوقت نفسه الإلهام من ذلك التشبيه الحارق لوصف عصرنا.

- آلان فينكلكروت،2017 

## التحليل

### إحصائيات ديموغرافية
على الرغم من أن الديموغرافيا الإثنية في فرنسا قد تغيرت نتيجة للهجرة بعد الحرب العالمية الثانية، فقد رفض الفقهاء عمومًا ادعاءات «الاستبدال العظيم» باعتبارها متجذرة في المبالغة في إحصائيات الهجرة والآراء غير العلمية والمتحيزة عنصريًا.
يقول عالم الديموغرافيا لانديس ماكيلر بأن حوالي 5-10 في المائة من الفرنسيين المقيمين داخل فرنسا هم من المسلمين بحسب إحصائيات عام 2016، ما يجعل من «الاستبدال» أمرًا غير محتملًا، وانتقد ماكلير أيضًا أطروحة كامو الذي افترض فيها «أن الجيل الثالث والرابع من «المهاجرين» ليسوا فرنسيي الأصل بطريقة ما». بحسب إحصائيات مركز بيو للأبحاث، قُدِّر عدد السكان المسلمين في فرنسا بنسبة 8.8 في المائة عام 2017، ومن المتوقع أن تزيد معدلات الخصوبة فوق المتوسط إلى 12.7 في المائة بحلول عام 2050 في ظل غياب الهجرة، أو إلى 18 في المائة في حال حدوث هجرات جماعية.

### دلالات عرقية
في محاضرة في ألمانيا، شكك عالم السياسة النمساوي راينر بوبوك في استخدام منظري المؤامرة لمصطلحات مثل «استبدال السكان» أو «التبادل». باستخدام تحليل البروفيسور روث وداك الذي أوضح من خلاله أن الشعار لابد وأن ينظر إليه في سياقه التاريخي، ثم خلَّص بوبوك إلى أن نظرية المؤامرة تُعتبر عودة ظهور ثانية للإيديولوجية النازية (الانتقاص العرقي).
في مايو عام 2019، وصف الصحفي السياسي نيك كون الاستبدال العظيم بأنه شكل من أشكال العنصرية والدعاية، إلى جانب الخوف، ذلك أن الرجال الأوروبيين ليسوا رجالًا بما فيه الكفاية. في نفس الشهر، كتبت المؤرخة آن أبلباوم أن نظرية المؤامرة تستخدم كمدخل لمناقشة آثار الهجرة وتوافق الإسلام مع العالم الغربي حتى الوصول إلى أشكال التطرف، مثل الدعوة إلى «العودة إلى الوطن» أو قتل المهاجرين.

## هجمات عنيفة
في 15 مارس 2019 قام برينتون تارانت، منفذ هجمات كرايست تشيرش الإرهابية في نيوزيلندا، بوضع بيان من 74 صفحة تحت عنوان The Great Replacement الاستبدال العظيم. هذه الوثيقة المُبرِّرة والدعائية كررت مرارا وتكرارا هاجس مؤلفها لنهاية أوروبا و «استبدال» سكانها عن طريق الهجرة «غير البيضاء». كما يدعو الأوروبيين إلى مهاجمة أي شخص له خلفية مهاجرة.
عندما سألته الصحافة عن هذا الادعاء، يشير رينو كامو إلى أن الهجوم «يتناقض حرفيا مع كل ما دعمه دوما» ، ويصرح «أكثر ما يشبه جريمته هي الهجمات الإرهابية التي ارتكبت في فرنسا. لا أرى لماذا سأكون مصدر إلهامه أكثر من الأفعال التي تشبه مباشرة تلك التي ارتكبها.»
وعندما سئل عما إذا كان يعارض الطريقة التي فُسِّرت بها فكرته عن «الاستبدال العظيم» من قبل عامة الناس، بمن فيهم السياسيون اليمينيون وأنصارهم، أجاب «كلا، بالعكس» أضاف رغبته في «ثورة مضادة» ضد«الاستعمار الفعلي لأوروبا».
في أعقاب الهجمات، تناولت العديد من المقالات الصحفية نظرية الاستبدال العظيم، ودورها في أيديولوجية اليمين المتطرف وتأثيرها على القاتل المزعوم. قدمت صحيفة لوموند تحليلًا لبيان القاتل، معتقدةً أن كلامه «يتفق تماما ، إذا وضعنا العنف جانباً ، مع نظرية "الاستبدال العظيم" التي طورها رينو كامو قبل عقد من الزمن» . وتشير الصحيفة أيضًا إلى أنه «إذا استمر الكاتب في تكرار بأنه من مؤيدي اللاعنف ، فقد حُكم عليه في عام 2014 بتهمة إثارة الكراهية أو العنف ، بعد تقديمه للمسلمين على أنهم "سفاحون" ، "جنود" أو "ذراع مسلحة للغزو" أو "مستعمرون" يسعون إلى جعل "الحياة مستحيلة للمواطنين"» 